# Trachelophoridius flavicornis
Trachelophoridius flavicornis es una especie de coleóptero de la familia Attelabidae.

## Distribución geográfica
Habita en Madagascar.